# Johan Erik Cederblom

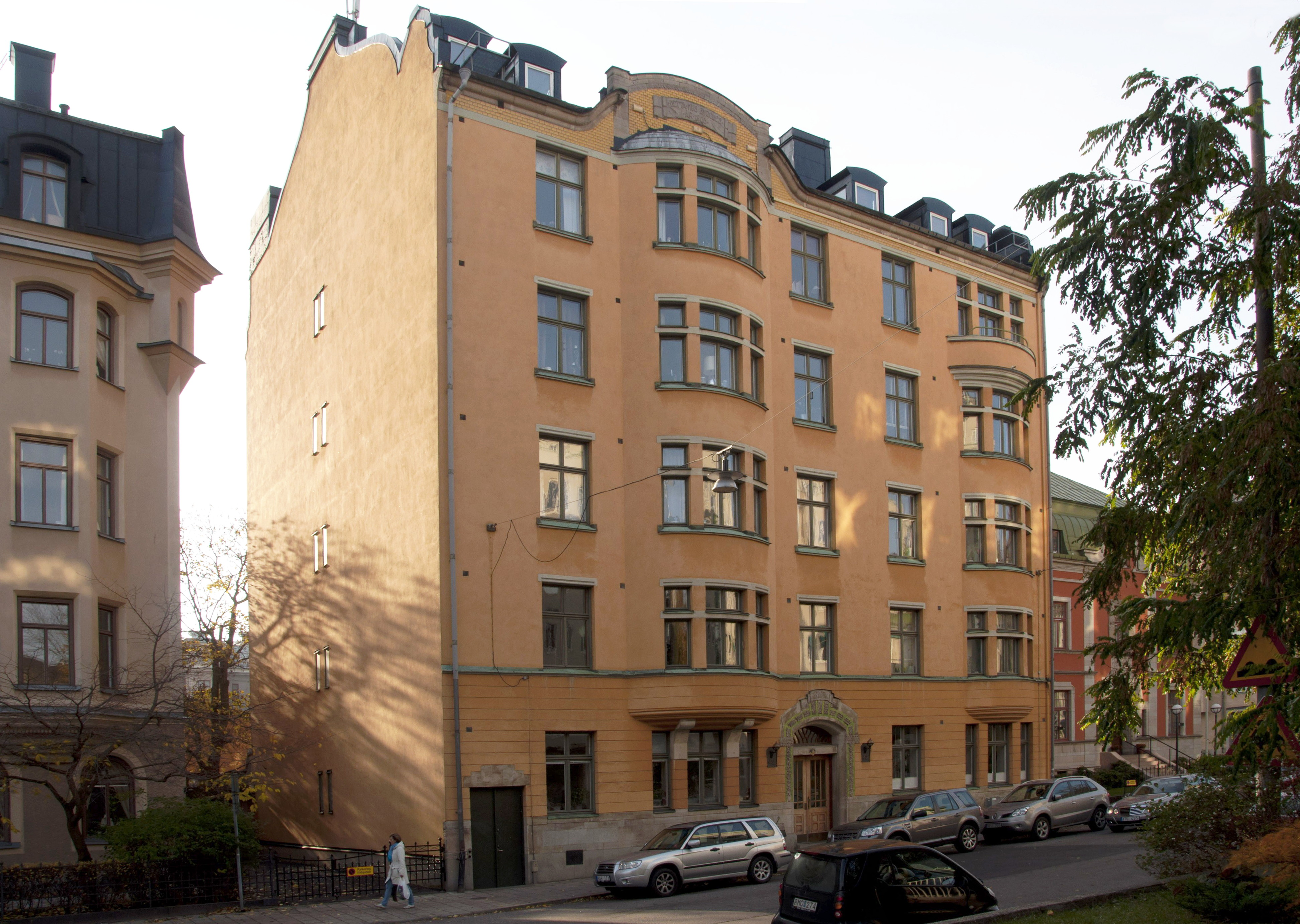
Cederblomska huset på Östermalmsgatan 42, byggt 1902–1904. Byggherren Johan Erik Cederblom ville ha centralvärme, och byggnaden blev det första huset i Sverige med ett radiatorsystem.

Johan Erik Cederblom, född 9 oktober 1834 på Bromö glasbruk i Torsö socken, Skaraborgs län, död 19 januari 1913 i Engelbrekts församling i Stockholm, var en svensk ingenjör och professor vid Kungliga Tekniska högskolan (KTH).

## Biografi
Cederblom blev student vid Uppsala universitet 1854 och undergick där 1859 bergsexamen, inskrevs samma år som auskultant i Kommerskollegium och genomgick den erforderliga kursen vid Bergsskolan i Falun, varefter han 1861 antogs till stipendiat på Jernkontorets mekaniska stat. Han skötte därefter kortare tider gruvingenjörs- och bergmästarbefattningar samt utförde byggnadsarbeten och konstruktioner av motorer och arbetsmaskiner för kvarnar, sågar, masugnar, bessemer- och valsverk. 1865 blev han vikarierande och 1867 ordinarie föreståndare för Tekniska elementarskolan i Malmö, 1869 lärare i tillämpad mekanik vid Teknologiska institutet i Stockholm och 1877 professor i maskinlära vid samma läroanstalt (nuvarande KTH), vilken befattning han lämnade 1899. Han blev ledamot av Vetenskapsakademien 12 november 1884 och av Lantbruksakademien 1890.
Cederblom grundforskade i aerodynamik. Hans vetenskapliga undersökningar som publicerades 1920 visar att han var sällsynt framsynt inom luftmotståndets verkan och flygproblemet i sin helhet.
Under den tid han innehade sin lärostol vid KTH deltog han indirekt i det industriella livets arbeten som konstruktör och rådgivande ingenjör åt industriidkare. Han kom in på uppvärmningsteknik sedan han för sin egen bostad byggt ett luftvärmesystem för centraluppvärmning (kalorifersystem), som efterhand kom att bli efterfrågat. Hans kalorifer kom till användning mångenstädes för kaserner, skolor, sjukhus och privata bostäder. På hans konsultbyrå var bland andra Wilhelm Dahlgren och Hugo Theorell verksamma..
Han utgav Elementarlärobok i mekaniken (1867), Grunddragen af ångmaskinläran (1876), Anteckningar om ångpannor (1878), Om uppvärmning och ventilation (1882), Ångmaskinlära med mekanisk värmelära såsom grundläggning (1889–96) med mera samt ett antal uppsatser i "Jernkontorets annaler".
Cederblom var son till lantbrukaren Johan Cederblom och Carolina Elisabeth Moberger. Han gifte sig 1864 med Augusta Oterdahl. Av barnen blev Elin seminarielärare och Gerda etnolog. De är alla gravsatta vid Norra krematoriet på Norra begravningsplatsen i Stockholm.